# توماس هرنز
توماس هرنز (انگلیسی: Thomas Hearns؛ زادهٔ ۱۸ اکتبر ۱۹۵۸) بوکسور اهل ایالات متحده آمریکا است.